# Nya Arbogabladet
Nya Arbogabladet var en dagstidning utgiven i Arboga från den 3 maj 1850 till den 7 december 1850.

## Historik
Utgivningsbevis för tidningen utfärdades för civilingenjören P. Larsson 13 maj 1850 i Arboga. Då tidningen upphörde den 7 december 1850 fick prenumeranterna i stället Eskilstuna Allehanda. Tidningen kom ut en dag i veckan fredagar till 14 september och därefter på lördagar. Tidningens fyra sidor trycktes i kvartoformat med 2 spalter på satsytan 20,3 x 16 cm. Priset för en prenumeration var 1 riksdaler 16 skilling banco.
Tidningen trycktes i Eskilstuna hos P. Larsson den 3 maj och 14 maj 1850, två provblad och under sista delen av utgivningen från 21 september till 7 december men i Arboga där  P. Larssons filialboktryckeri tryckte tidningen 17 maj till 14 september 1850. Som typsnitt använde tidningen frakturstil och antikva.